# Altopiano della Bija e del Čumyš
L'altopiano della Bija e del Čumyš (in russo Бийско-Чумышская возвышенность?, Bijsko-Čumyšskaja vozvyšennost') è una catena di bassi rilievi collinari della Russia siberiana occidentale. Si trova entro i limiti del Territorio dell'Altaj.

## Descrizione
L'altopiano è situato nella parte meridionale della Siberia Occidentale. I confini occidentali e meridionali sono segnati dai fiumi Ob' e Bija; a nord-est dal Čumyš. La lunghezza è di circa 250 km, la larghezza arriva fino a 400–450 km, le altezze assolute raggiungono i 400 m. Questo territorio ha il carattere di una pianura ondulata, la cui altezza aumenta progressivamente da 280–300 m, a nord, a 350–400 m, a sud. L'altopiano è fortemente sezionato da una fitta rete erosiva: burroni e calanchi. La parte meridionale dell'altopiano si distingue per una minore dissezione, che è associata a quote più basse nell'estremo sud-est, quando ci si avvicina alle alture di Salair; le altezze assolute aumentano a 400 m, e l'altopiano acquisisce qualche somiglianza con la pedemontana, acquisendo un rilievo collinare.

## Struttura geologica
Alla base dell'altopiano, ci sono strutture piegate caledoniane. I depositi sciolti più antichi sono i sedimenti giurassici, rappresentati da argille, siltiti, arenarie e conglomerati. I conglomerati sono costituiti principalmente da frammenti di rocce sedimentarie: sercite-argillosa, sercite-clorite, quarzite-argillosa. Frammenti di calcari, quarziti, arenarie quarzifere sono presenti in quantità minori, ancor meno frequenti sono i frammenti di porfido.

## Clima
Il territorio dell'altopiano, rispetto alla steppa, si distingue per una grande quantità di precipitazioni e una maggiore profondità del manto nevoso, inverni più freddi e temperature positive inferiori. A questo proposito, qui si formano condizioni più favorevoli per l'umidificazione. Rispetto all'altopiano di Priobskoe, l'altopiano della Bija e del Čumyš è caratterizzato da siccità più rare, sebbene qui nella maggior parte delle regioni cada all'incirca la stessa quantità di precipitazioni all'anno delle regioni steppiche della regione sulla riva sinistra dell'Ob'. Nella parte settentrionale le precipitazioni sono inferiori a 400 mm, nella parte centrale oltre i 400 mm e solo al sud più di 500 mm.
A causa della temperatura relativamente bassa e dell'elevata umidità relativa dell'aria, nonché dell'elevata frequenza di tempo nuvoloso nella stagione calda, le riserve di umidità produttiva sono sufficienti per lo sviluppo di vegetazione della steppa forestale. L'acqua della neve svolge un ruolo importante nel regime di umidificazione. Durante il periodo freddo cadono 100–150 mm di precipitazioni e si forma un manto nevoso con un'altezza media fino a 60 cm.

## Fiumi
Grandi fiumi scorrono sull'altopiano: Čumyš, Kamenka, Bol'šaja Rečka, Čemrovka, Losicha, Alambaj e nasce la Česnokovka. I fiumi sono alimentati dall'acqua di scioglimento delle nevi, da piogge stagionali e acque sotterranee. L'inondazione di questi fiumi è elevata, dura 2-2,5 mesi (da fine marzo a metà/fine maggio). Le inondazioni si osservano più spesso a luglio e ottobre. Una caratteristica del regime del ghiaccio dei fiumi è un congelamento stabile a lungo termine.